# Maple Leaf Rag
Maple Leaf Rag est une pièce de ragtime en la bémol majeur composée par Scott Joplin (1868-1917) en 1899, peu après son Original Rag, qui, lui, est un échec. C'est un des ragtimes de ce compositeur les plus connus avec son tout aussi célèbre The Entertainer, qu'il publie en 1902 et qui est repris en 1973 dans la bande-annonce du film de George Roy Hill The Sting.

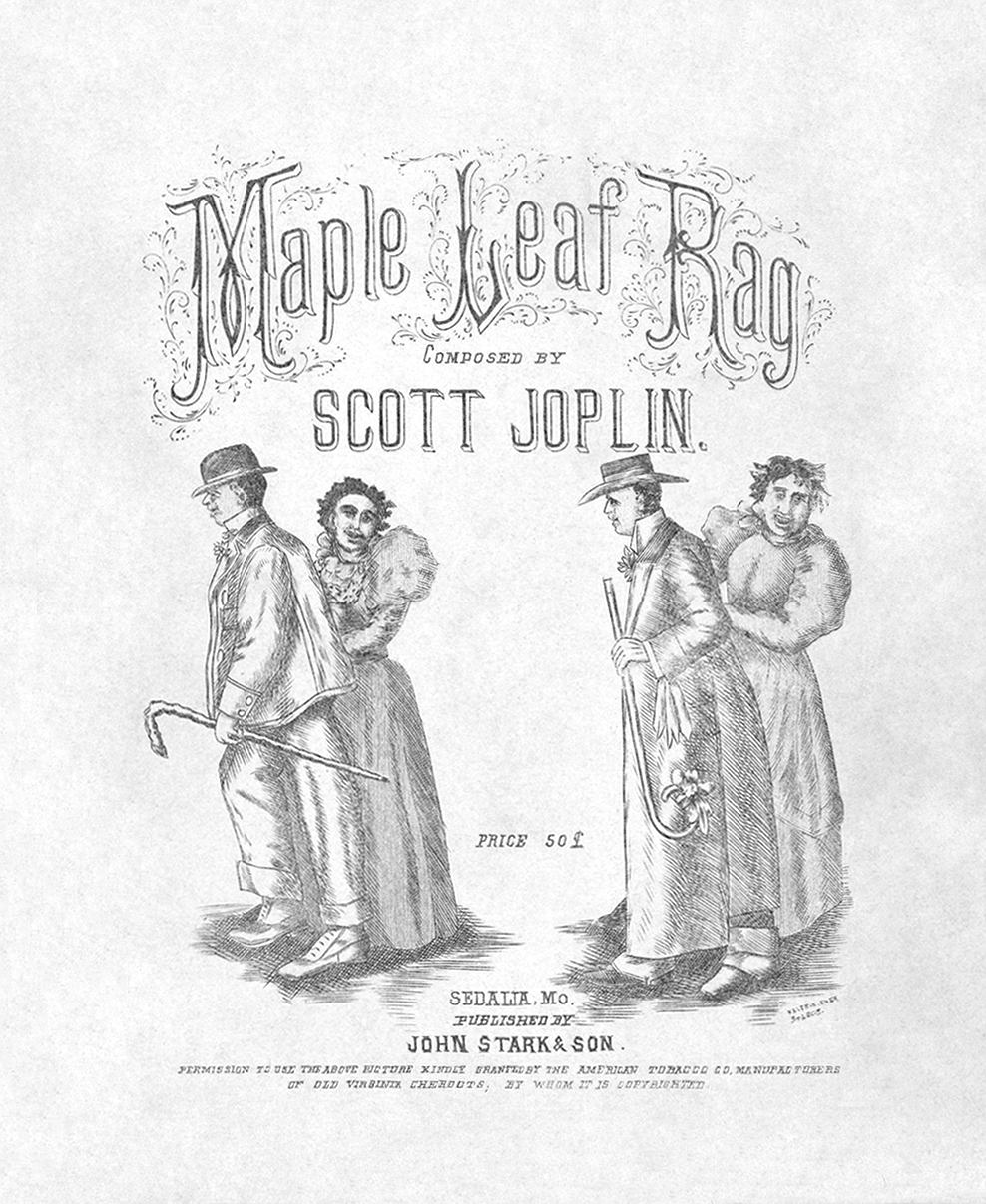
Page de couverture

Bien qu'il n'en existe pas de preuve formelle, il est possible que ce ragtime soit intitulé ainsi par Scott Joplin en référence au « Maple Leaf Club », un établissement de la ville de Sedalia (dans l'État du Missouri) où le musicien vient régulièrement jouer.
« S'il est une chanson qui représente l'essence même du ragtime, c'est bien Maple Leaf Rag de Scott Joplin ». D'abord rejetée par deux maisons d'édition en 1898, la composition est finalement publiée par John Stark le 10 août 1899. Cette pièce est connue pour être la première œuvre musicale dont la partition dépasse le million d'exemplaires vendus, ce qui procure à Joplin un revenu décent pour le reste de sa vie[réf. nécessaire].
La structure de ce ragtime est comparable à celles des autres œuvres de Joplin (forme « AA-BB-A-CC-DD »). Dès sa publication, Maple Leaf Rag est considéré comme une pièce de piano plus difficile que la moyenne du ragtime contemporain. Bien qu'il n'existe aucun enregistrement de Scott Joplin jouant Maple Leaf Rag, sept rouleaux de piano pneumatique datant tous de 1916 permettent d'avoir une idée de l'interprétation du compositeur.
Le plus ancien enregistrement connu de ce titre est une version orchestrée, interprétée par la United States Marine Band dirigée par Wilbur Sweatman et enregistrée sur un cylindre phonographique en 1906.
Le morceau est immortalisé en 1907 lors de son enregistrement sur cylindre par le banjoïste Vess L. Ossman.
Sidney Bechet l'enregistre avec les New Orleans Feetwarmers en 1932.
Le copyright étant expiré, Maple Leaf Rag est dans le domaine public (comme les autres œuvres de Joplin), il est possible d'en trouver gratuitement et légalement partitions et interprétations.

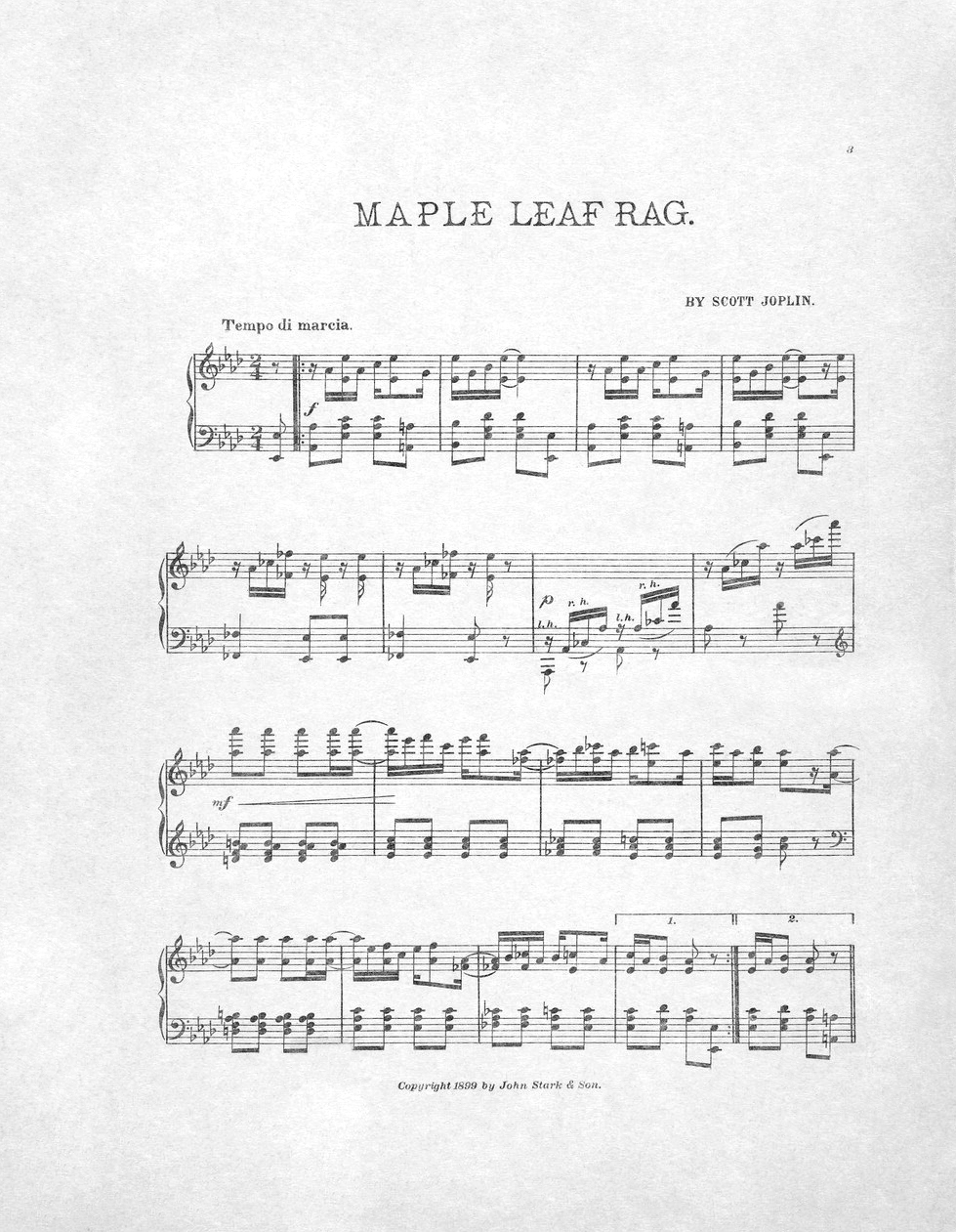
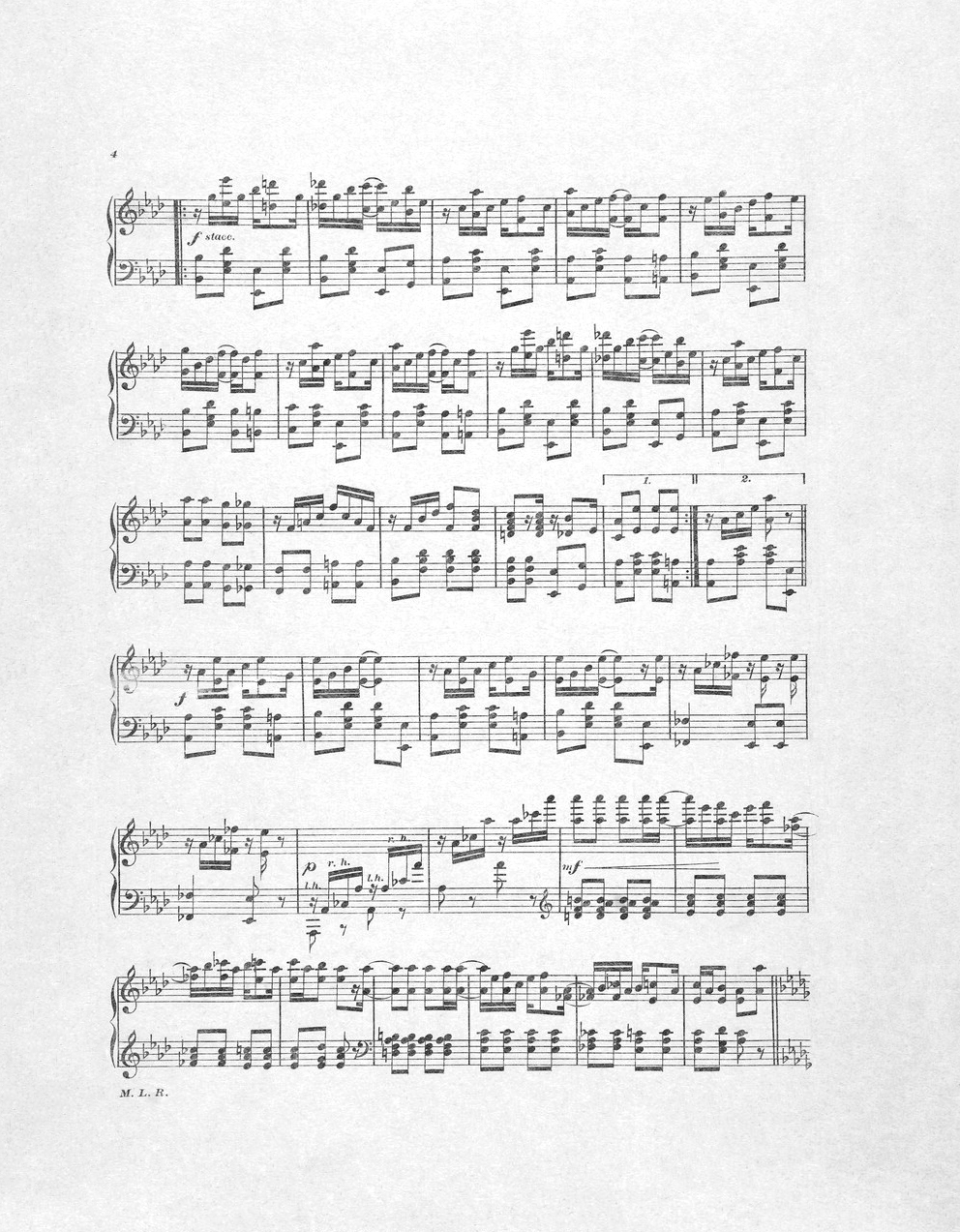
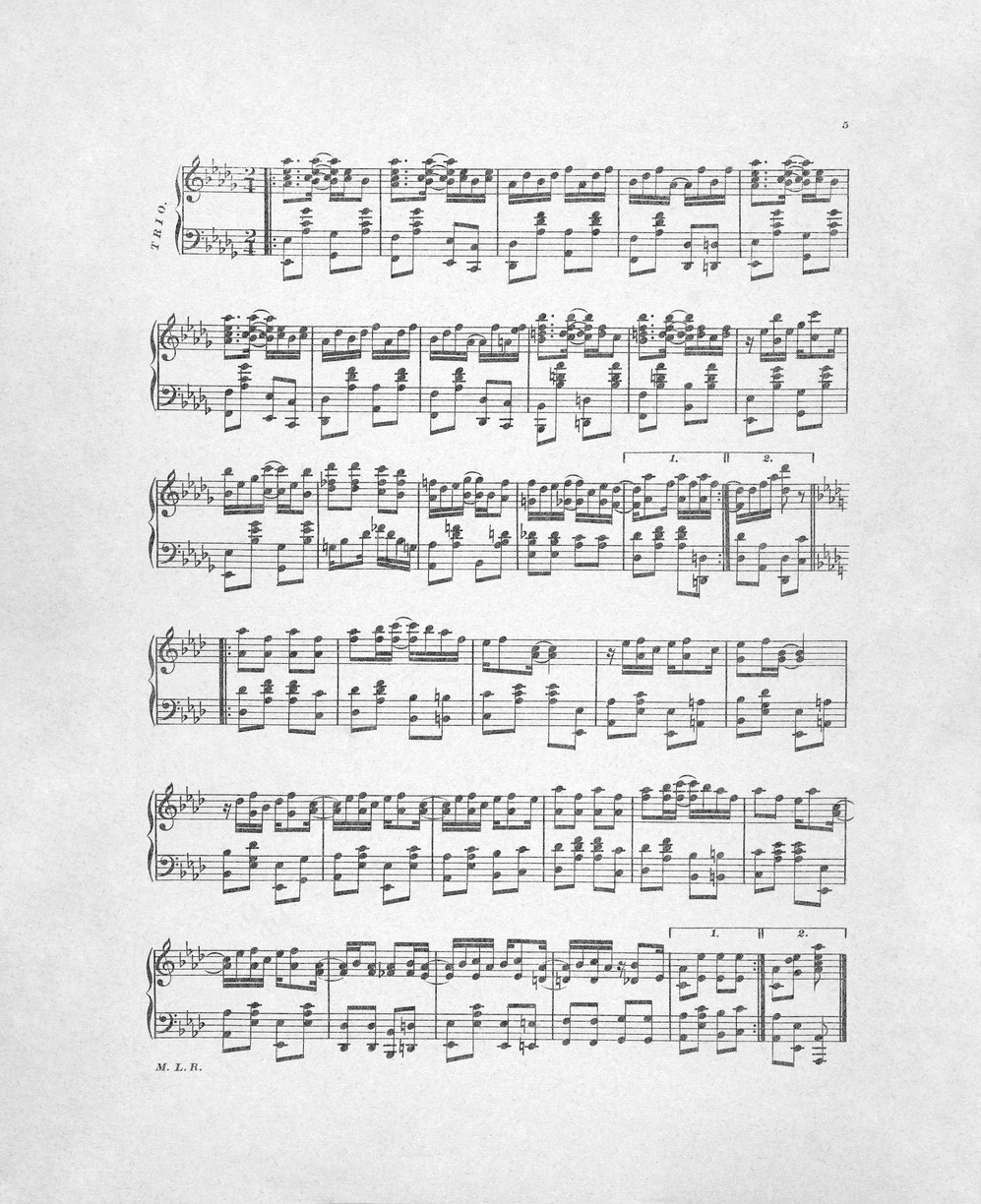